# 梁贊省
梁贊省（Рязанская губерния）是俄羅斯帝國和蘇聯早期的一個省份。位於莫斯科東南，包括今日的梁贊州西部、莫斯科州東南部和利佩茨克州東北部等地區。首府梁贊。面積36,922平方公里，1897年人口1,827,539人。
1796年建省，1929年被納入莫斯科州。